# SN 2003ih
SN 2003ih – supernowa typu Ib/c odkryta 15 września 2003 roku w galaktyce UGC 2836. W momencie odkrycia miała maksymalną jasność 18,10m.